# Tari Eason
Tari Jordan Eason (Portsmouth, Virginia, 10 de mayo de 2001) es un jugador de baloncesto estadounidense que pertenece a la plantilla de los Houston Rockets de la NBA. Mide 2,03 metros y juega en la posición de ala-pívot. 

## Trayectoria deportiva

### Instituto
Eason comenzó su carrera en la escuela secundaria en el Garfield High School en Seattle, Washington, bajo la dirección del entrenador Brandon Roy, disponiendo de pocos minutos durante sus primeros dos años. Para su temporada júnior fue transferido al Federal Way High School en Federal Way, Washington, donde jugó junto a uno de los jugadores más destacados del país, Jaden McDaniels.
Regresó al año siguiente a Garfield, donde lideró al equipo llevándolo al título estatal, consiguiendo 21 puntos y 14 rebotes ante Paolo Banchero y el O'Dea High School en la final, siendo elegido mejor jugador del torneo. Promedió 23 puntos, ocho rebotes y tres robos por partido en su último año, y fue nombrado Jugador del Año 3A.

### Universidad

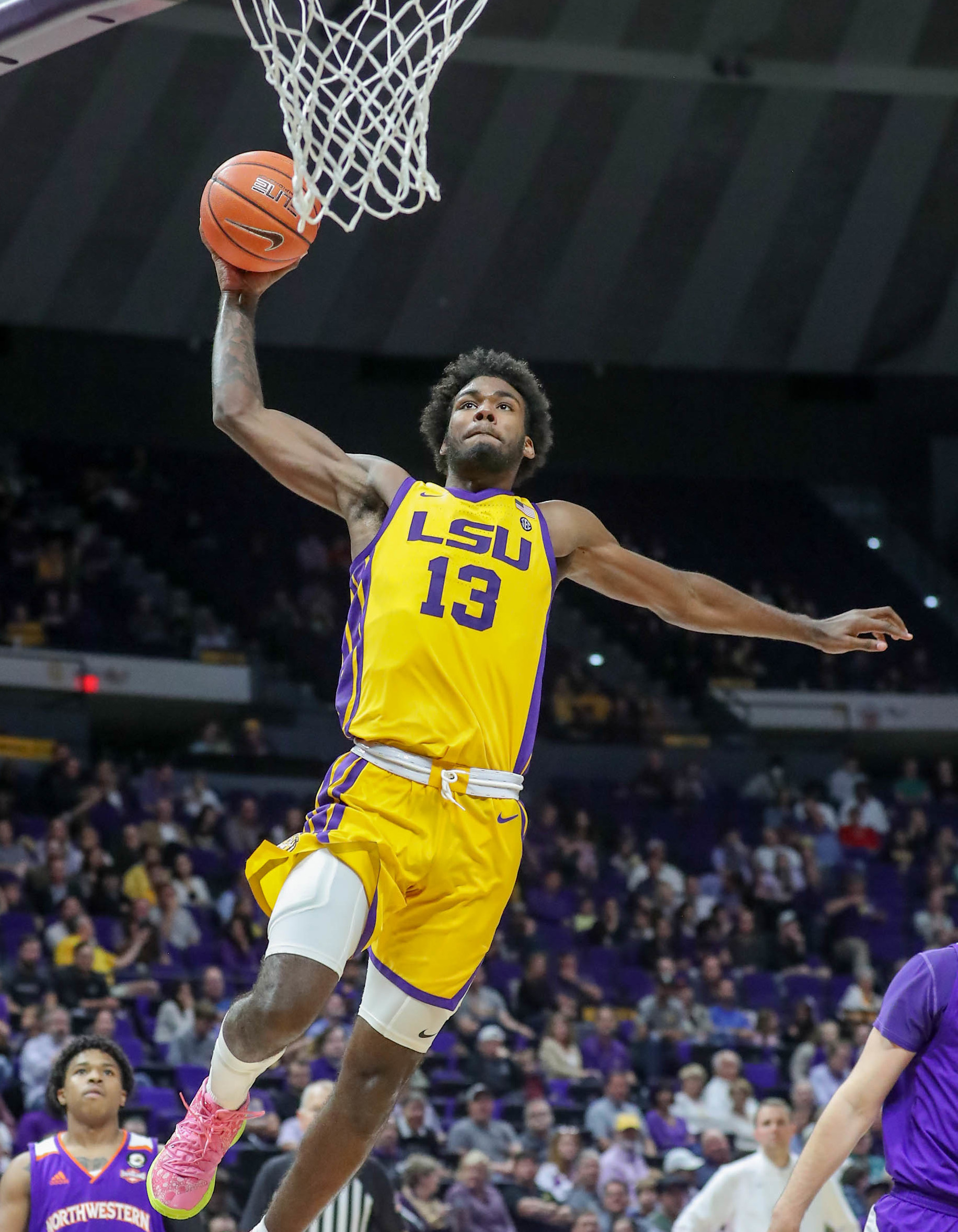
Tari Eason con LSU en 2021.

Jugó una temporada con los Bearcats de la Universidad de Cincinnati, en la que promedió 7,3 puntos, 5,9 rebotes, 1,3 tapones, 1,3 asistencias y 1,2 robos de balón por partido, siendo incluido en el mejor quinteto de novatos de la American Athletic Conference. Para su segunda temporada fue transferido a los Tigers de la Universidad Estatal de Luisiana, donde promedió 16,9 puntos y 6,6 rebotes por partido, por lo que fue incluido en el mejor quinteto de la SEC y elegido mejor sexto hombre.
El 25 de mayo de 2022, se declaró elegible para el Draft de la NBA, renunciando a su elegibilidad universitaria restante.

#### Estadísticas
| Año     | Equipo     | PJ | PT | MPP  | %TC  | %3P  | %TL  | RPP | APP | ROB | TPP | PPP  |
| ------- | ---------- | -- | -- | ---- | ---- | ---- | ---- | --- | --- | --- | --- | ---- |
| 2020–21 | Cincinnati | 23 | 8  | 19.6 | .462 | .241 | .574 | 5.9 | 1.3 | 1.2 | 1.3 | 7.3  |
| 2021–22 | LSU        | 33 | 4  | 24.4 | .521 | .359 | .803 | 6.6 | 1.0 | 1.9 | 1.1 | 16.9 |
| Total   | Total      | 56 | 12 | 22.4 | .504 | .327 | .757 | 6.3 | 1.1 | 1.6 | 1.2 | 13.0 |

### Profesional
Fue elegido en la decimoséptima posición del Draft de la NBA de 2022 por los Houston Rockets. Debutó en la NBA en el primer encuentro de la temporada, el 19 de octubre de 2022 ante Atlanta Hawks anotando 8 puntos. Esa temporada disputó los 82 encuentros de liga regular, 5 de ellos como titular. El 1 de febrero de 2023 ante Oklahoma City Thunder, fue su mejor encuentro como rookie al anotar 20 puntos y capturar 13 rebotes (12 de ellos ofensivos) en tan solo 19 minutos.
Se perdió muchos encuentros de su segunda temporada por lesión, llegando a diputar únicamente 22 partidos.

## Estadísticas de su carrera en la NBA

### Temporada regular
| Año     | Equipo  | PJ  | PT | MPP  | %TC  | %3P  | %TL  | RPP | APP | ROB | TPP | PPP  |
| ------- | ------- | --- | -- | ---- | ---- | ---- | ---- | --- | --- | --- | --- | ---- |
| 2022-23 | Houston | 82  | 5  | 21.6 | .448 | .343 | .752 | 6.0 | 1.1 | 1.2 | .6  | 9.3  |
| 2023-24 | Houston | 22  | 0  | 21.8 | .466 | .360 | .636 | 7.0 | 1.2 | 1.4 | .9  | 9.8  |
| 2024-25 | Houston | 56  | 16 | 25.0 | .489 | .346 | .767 | 6.3 | 1.2 | 1.7 | .9  | 12.1 |
| Total   | Total   | 160 | 21 | 22.8 | .467 | .347 | .744 | 6.2 | 1.2 | 1.4 | .7  | 10.3 |

### Playoffs
| Año   | Equipo  | PJ | PT | MPP  | %TC  | %3P  | %TL  | RPP | APP | ROB | TPP | PPP |
| ----- | ------- | -- | -- | ---- | ---- | ---- | ---- | --- | --- | --- | --- | --- |
| 2025  | Houston | 7  | 0  | 18.9 | .477 | .368 | .500 | 4.3 | .7  | 1.1 | 1.0 | 7.6 |
| Total | Total   | 7  | 0  | 18.9 | .477 | .368 | .500 | 4.3 | .7  | 1.1 | 1.0 | 7.6 |